# Namhkan
Namhkan är en kommun i Myanmar.   Den ligger i regionen Shanstaten, i den norra delen av landet, 500 km norr om huvudstaden Naypyidaw. Antalet invånare är 106 030.